# Web Comedy Awards
Les Web Comedy Awards (abrégés en WCA) furent une unique cérémonie en 2014, récompensant les meilleurs créateurs de vidéos humoristiques de l'année sur le site YouTube et présentant des sketchs inédits. Créées par W9 et YouTube en partenariat avec Orangina, elles ont eu lieu pour la première et unique fois à Bobino le 21 mars 2014.
L'émission est diffusée sur la chaîne W9 et sur YouTube, présentée par l'humoriste québécois Anthony Kavanagh. Le président du jury est Patrick Timsit, et des personnalités à l'image de Max Boublil, Simon Astier, Vincent Desagnat, ou encore Alice David sont chargées de remettre les prix.
Tandis que certains des humoristes les plus connus sur internet ont pris part à l'évènement, d'autres vidéastes ont choisi de ne pas prendre part à l'émission.

## Palmarès
| Catégories                 | Vainqueurs                                                  |
| -------------------------- | ----------------------------------------------------------- |
| Meilleur sketch solo       | Norman : Avoir un chat                                      |
| Meilleur sketch collectif  | Cyprien : Les Réunions                                      |
| La vidéo de l'année        | Cyprien : Quand j'étais petit je croyais que...             |
| Meilleur artiste masculin  | Jérôme Niel                                                 |
| Meilleur artiste féminin   | Alison Wheeler                                              |
| Révélation Orangina        | Le Rire Jaune : Avoir un frère (remis hors diffusion TV)    |
| Grand prix du jury         | Suricate (Golden Moustache) : Movies vs. Life 2             |
| Meilleur format très court | Julien Josselin : Six secondes                              |
| Meilleure vidéo étrangère  | Mister Epic Mann : How animals eat their food               |
| Meilleure caméra cachée    | Bengui (Studio Bagel) : Dîner avec un dauphin au restaurant |
| Prix d'honneur             | Rémi Gaillard                                               |

## Présentation

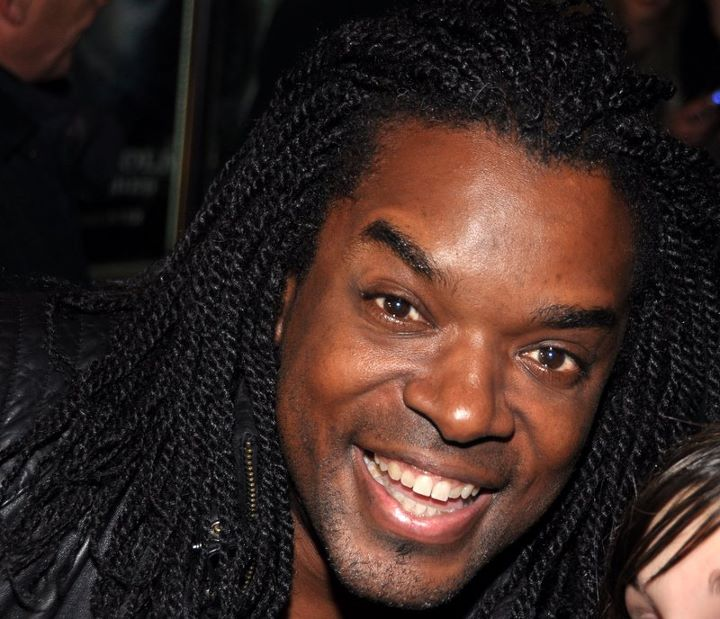
Anthony Kavanagh en 2012.

La présentation de l'émission est effectuée par Anthony Kavanagh.

## Audience
| Édition                | Date         | Audience                | Part de marché |
| ---------------------- | ------------ | ----------------------- | -------------- |
| Web Comedy Awards 2014 | 21 mars 2014 | 797 000 téléspectateurs | 3,4 %          |

## Critiques
La cérémonie a été boycottée par certains vidéastes qui estiment qu'une marque ou qu'une chaîne de télévision n'ont pas la légitimité pour décerner des récompenses pour du contenu créé pour internet. Ils déplorent également que la cérémonie ne met en avant que des personnalités déjà très connues du web, au détriment de jeunes talents bien moins médiatisés. C'est ainsi que de grands vidéastes français comme Mathieu Sommet et son émission Salut les Geeks ou Antoine Daniel pour What The Cut ont dénoncé cette cérémonie.
Certaines critiques dénoncent le fait que la majorité des personnes nommés sont plus ou moins rattachés au groupe M6 ou à Orangina (Norman, Studio Bagel, etc.), ce qui aurait favorisé leur nomination. En effet, selon Kriss (créateur de l'émission Minute Papillon), plus des trois quarts des vidéastes sélectionnés sont rattachés de façon directe ou indirecte à M6 ou Orangina (organisateurs des Web Comedy Awards).